# Хёйгор, Йегван
Йе́гван Хёйгор (фар. Jógvan Højgaard; род. 10 мая 1962 года в Рунавуйке, Фарерские острова) — фарерский футболист и функционер.

## Биография
Йегван начал играть за рунавуйкский «НСИ» в 1980 году, когда этот клуб выступал в первом фарерском дивизионе. В сезоне-1980 он стал частью команды, добравшейся до финала кубка Фарерских островов. Во время этой кампании Йегван принял участие в полуфинальном кубковом матче против фуглафьёрдурского «ИФ». В 1983 году Йегван был одним из ключевых игроков «НСИ», внеся свой вклад в победу команды в первом дивизионе и выход в полуфинал национального кубка. 21 апреля 1984 года он провёл свою первую игру в высшей лиге Фарерских островов: это была встреча против клуба «Б68». В своём дебютном сезоне в элитном дивизионе он принял участие во всех 14 матчах турнира. В 1985 году Йегван потерял место в основном составе рунавуйчан, сыграв всего 4 игры в чемпионате, и принял решение завершить карьеру игрока.
В 1993 году Йегван стал вице-президентом «Б68». В 1998 году он лично занимался трансферами российских футболистов Андрея Стаханова и Сергея Крекшина в стан тофтирцев. 12 марта 2007 года Йегван был назначен президентом «Б68» после ухода Никласа Давидсена в исполнительный комитет федерации футбола Фарерских островов. В январе следующего года ему удалось заключить выгодное спонсорское соглашение с компанией «Sea Star», позволившее клубу провести усиление состава накануне сезона-2008. В 2012 году «Б68» покинул фарерскую премьер-лигу, и Йегван подал в отставку с поста президента клуба. Официально его уход состоялся 27 марта 2013 года, когда президентом «Б68» была утверждена Байнта Миккельсен.
В дальнейшем Йегван был президентом женского футбольного клуба «Б68/НСИ», а также возглавлял компанию «P/F Wenzel». При нём «P/F Wenzel» спонсировала мужские футбольные клубы «Б36» и «Вуйчингур».

## Достижения
«НСИ Рунавик»
- Победитель первого дивизиона: 1983